# Douglas DC-8 (avion à hélices)
Ne doit pas être confondu avec Douglas DC-8.
Le Douglas DC-8 est un projet d'avion de ligne à hélices, conçu par l'avionneur américain Douglas Aircraft à la fin des années 1940. Développé plus d'une décennie avant le DC-8 à réaction, le DC-8 à moteurs à pistons dispose d'hélices placées à l'arrière du fuselage, en configuration propulsive. Le projet est annulé à cause des coûts de développement, ne le rendant pas viable commercialement.

## Historique
Basé sur le bombardier XB-42, le programme du DC-8 est lancé peu après la fin de la Seconde Guerre mondiale. L'avion doit opérer sur les itinéraires court et moyen-courrier et emporter entre 40 et 48 passagers dans une cabine pressurisée. Malgré les bonnes performances envisagées, supérieures à celles des avions de ligne bimoteurs de l'époque, une complexité et des coûts de développement excessifs font que les compagnies aériennes portent leur choix sur des avions plus conventionnels comme le Convair 240 et le Martin 2-0-2 ; le programme du DC-8 est abandonné sans qu'aucun appareil ne soit construit.

## Descriptif technique
Le DC-8 utilise les mêmes moteurs Allison V-1710, d'une puissance unitaire de 1 375 ch, que le XB-42 ; ils sont installés juste en arrière du cockpit, sous le plancher de la cabine,. Comme sur le XB-42, les moteurs doivent entraîner un doublet d'hélices contrarotatives, placées tout à l'arrière du fuselage au moyen de long arbres de transmission qui courent, cette fois, dans la partie inférieure du fuselage,. Cette disposition, que l'avionneur propose également pour le Cloudster II (en), avion léger, permet de réduire la traînée de 30 % et élimine les problèmes de vol asymétrique en cas de panne d'un moteur,. L'accès à la cabine doit se faire en utilisant une passerelle aéroportuaire pour accéder à une unique porte, située à l'arrière, du côté gauche.

## Caractéristiques
Sources : DC-8 that might have been.

### Caractéristiques générales
- Équipage du cockpit : trois membres (pilote, copilote, officier mécanicien navigant)
- Passagers : 40 à 48
- Longueur : 23,67 m
- Envergure : 33,58 m
- Hauteur : 8,17 m
- Surface alaire : 102,6 m2
- Allongement 11,1
- Profil de voilure : Douglas S-17
- Masse à vide : 11 074 kg
- Masse en charge : 18 144 kg
- Motorisation : 2 Allison V-1710-G4L/R (V12 à refroidissement liquide)
- Puissance unitaire : 1 375 ch (1 025 kW) en croisière ; 1 600 ch (1 200 kW) au décollage

### Performances
- Vitesse maximale : 451 km/h (243 nd) à 6 150 m
- Vitesse de croisière : 381 km/h (206 nd) à 3 050 m (60 % de la puissance)
- Distance franchissable : 3 810 km (2 060 NM)
- Plafond opérationnel : 9 300 m
- Vitesse ascensionnelle : 4,8 m/s